# تخطيط التحجم للحث التنفسي
التخطيط الحثي لجهاز التنفس (RIP) عبارة عن طريقة لتقييم التهوية الرئوية من خلال قياس حركة الصدر وجدار البطن.
ويتطلب القياس الدقيق للتهوية الرئوية أو التنفس استخدام أجهزة مثل الأقنعة أو الأبواق بالإضافة إلى فتح مجرى الهواء. وغالبًا ما تكون هذه الأجهزة معطلة وباضعة، وبالتالي تكون غير مناسبة للقياسات المستمرة أو المتنقلة. بينما يمكن استخدام الجهاز البديل وهو جهاز تخطيط حث جهاز التنفس (RIP) الحساس والذي يمكن استخدامه على سطح الجسم لقياس التهوية الرئوية.
ووفقًا لمقالة كونو وميد،  “يمكن التعامل مع الصدر كجهاز يتكون من حيزين يفصل كل واحد منهما درجة حرية واحدة”. وبالتالي فإن أي تغير في حجم البطن يجب أن يقابله تغير مساوي له في حجم القفص الصدري. وتشير المقالة إلى أن التغيير في الحجم يكون قريبًا من كونه متصلاً بشكل خطي من التغييرات في قطر الجسم من الأمام إلى الخلف (من الأمام إلى خلف الجسم). وعندما يتم استنشاق حجم الهواء المعروف ويتم قياسه من خلال مقياس التنفس، يمكن إنشاء علاقة بين حجم الحركة كمجموع الإزاحات الناشئة عن البطن والصدر من صعود وهبوط. ومن ثم، وطبقًا لهذه النظرية، فإن أي تغير في القطر لأمامي-الخلفي لكل من البطن والقفص الصدري هو أمر ضروري التقييم لمعرفة التغييرات الحادثة في حجم الرئة.
وتعتمد كثير من مناهج الاستشعار على هذه النظرية التي تم تطويرها. وهذا الأسلوب وهو التخطيط الحثي لجهاز التنفس من أكثر الطرق استخداما، وهو طريقة دقيقة في قياس التخطيط وتقدير حجم الرئة من خلال حركات جهاز التنفس.
وقد تم استخدام هذا المنهج الخاص بالتخطيط الحثي لجهاز التنفس في العديد من الدراسات البحثية والأكاديمية والإكلينيكية وعلى مستوى مجالات مختلفة من بينها عملية النوم وعلم النفس الفسيولوجي وأبحاث الطب النفسي والقلق وأبحاث الإجهاد والتخدير وأمراض القلب وأبحاث الرئة (والربو، ومرض الرئة الانسدادي المزمن وضيق التنفس).

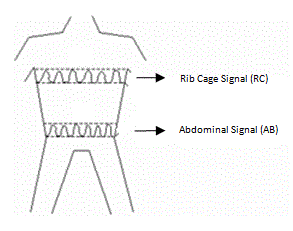
RIP Bands at Chest and Abdomen

## التقنية
يتكون جهاز التخطيط الحثي لجهاز التنفس من اثنتين من لفائف الأسلاك شبه الجيبية المعزولة والموجودة داخل شرائط مطاطية خفيفة الوزن بعرض2.5 سم (حوالي 1 بوصة). وتوضع شرائح التَراجِيم حول القفص الصدري وتحت الإبطين حول البطن على مستوى السرة (السرة). وتتصل هذه الروابط والشرائح بجهازالذبذبات والإلكترونيات الرقمية التي تقوم باستخلاص الترددات للحصول على الطول الموجي. في أثناء الشهيق وبملاحظة مقطع عرضي من القفص الصدري والبطن، فإنه يلاحظ زيادة التغييرات في الحث الذاتي للملفات وتواتر التذبذب فيها والزيادة في القطاع العرضي يصحبه زيادة مناسبة في أحجام الرئتين. وتقوم الإلكترونيات بتحويل هذا التغيير الواضح في الترددات إلى موجة رقمية من التنفس حيث يتناسب اتساع الموجة مع حجم نفس الشهيق.

## واحد مقابل اثنتين من روابط التنفس

### اثنتان من شرائح التنفس
قام كل من كونو وميد  بإجراء تقييم موسع لنموذج حركة جدار الصدر يتضمن درجتي حرية؛ حيث يمكن معرفة مقدار التهوية من قياسات إزاحة كل من القفص الصدري والبطن. ومع هذا النموذج، تم حساب حجم حركات الصعود والهبوط (Vt) كمجموع لمقاييس القطر الخلفي والأمامي للقفص الصدري والبطن، ويمكن أن يتم قياسها من خلال 10% من حركة الصعود والهبوط الفعلية وذلك طالما تم الحفاظ على الوضعية المعينة.

### شريحة من شرائح جهاز التنفس
يمكن أن يستدل أيضًا على التغيرات في حجم التجويف الصدري وفي عملية القياسات وذلك من خلال حركات الصعود والهبوط في الصدر والحجاب الحاجز. ويمكن التقييم بشكل مباشر من خلال حركة التجويف الصدري، بينما يمكن التقييم بشكل غير مباشر من خلال حركة الحجاب الحاجز ومن حركة جدار البطن الخارجي الأمامي.
هذا على الرغم من أن مسائل الدقة تنشأ عندما نحاول تقييم أحجام جهاز التنفس بدقة من خلال روابط التنفس الفردية الموجودة إما في البطن أو الصدر أو المنطقة المنتصفة بينها. وبسبب الاختلافات في مواضع تزامن جهاز التنفس في البطن والصدر فإنه من المستحيل الحصول على أحجام دقيقة لجهاز التنفس مع رابطة فردية. وعلاوة على ذلك، فإن شكل الموجة الحاصل يتجه إلى أن يكون غير خطي وذلك بسبب التنسيق غير الدقيق لقسمي الجهاز التنفس. وهذا التحديد الكمي لمزيد من مؤشرات جهاز التنفس المفيدة يقوم بتحديد الأدوات المساعدة لمعدلات جهاز التنفس فقط وكذلك تحديد مؤشرات الوقت الأساسية الأخرى. ومن ثمّ يساعد ذلك في أداء قياسات جهاز التنفس الحجمية بشكل دقيق، كما يتطلب وجود نظام استشعار للروابط المزدوجة لجهاز التنفس.